# Basse (Adelsgeschlecht)

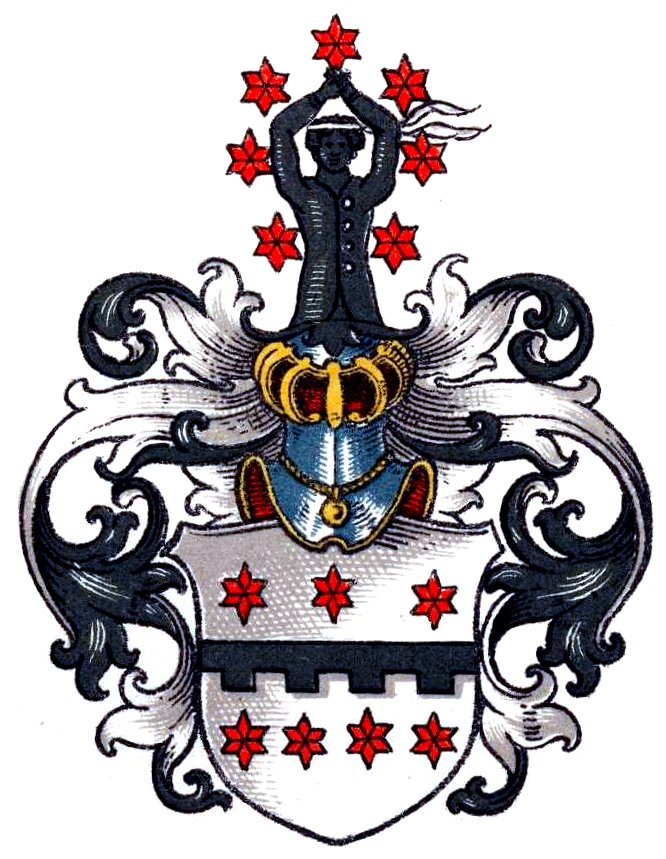
Wappen derer von Basse

Die Herren von Basse sind ein westfälisches Adelsgeschlecht, das schon vor seinem Adelsdiplom zu Iserlohn patrizische Stellung innehatte.

## Geschichte
Die Familie zählt zu den alten städtischen Geschlechtern der Grafschaft Mark. In Iserlohn bekleideten viele ihrer Mitglieder die Bürgermeister- und Ratsherrenwürde. Die urkundlich durchgängig belegte Stammreihe beginnt mit Henrich Everts genannt Basse, † 1699, Kaufmann, Ratsherr und Bürgermeister in Iserlohn.
Zum Geschlecht gehört auch Detmar Basse (1764–1836). Sein Vater hatte die Tochter des angesehenen Iserlohner Kaufmanns van der Becke geheiratet und war zum Teilhaber an dessen ausgedehnten Tuchgeschäft geworden.
1840 wurden Georg Karl Basse, Herr auf Haus Pröbsting und Landrat im Kreis Borken, und Karl Basse, Herr auf Merrienshof und Landrat im Kreis Steinfurt in den erblichen Preußischen Adelsstand erhoben. Das Adelsdiplom wurde 1858 ausgefertigt.
Besitzungen der Familie waren u. a. Haus Pröbsting in Borken-Hoxfeld, Gut Falkenhof in Rheine und Haus Volmering in Südlohn. Das Rittergut Falkenhof kam 1799 durch Erbschaft von der Familie Morrien an die Familie von Basse. 1895 verkaufte es Graf von Landsberg-Velen zusammen mit Haus Pröbsting, ebenfalls ehemaliger Besitz derer von Basse, an Georg Stach von Golzheim.
Das Geschlecht blüht bis heute.

## Wappen
In Silber ein schwarzer, an die Schildränder anstoßender Turnierkragen (alternative Blasonierung: in Silber ein schwarzer, unten viermal gezinnter Querbalken), oben von drei, unten von vier nebeneinander gestellten roten Sternen begleitet. Auf dem Helm eine wachsende Mohrenpuppe mit weißem Stirnbinde, die die Hände verschlungen über den Kopf hält, schwarz gekleidet mit silbernen Knöpfen von sieben roten Sternen begleitet. Die Helmdecken in schwarz-silber.
Mit diesem Wappen übernahm die Familie Basse offensichtlich einige Wappenelemente des Geschlechts Morrien.

## Persönlichkeiten
- Friedrich von Basse (1893–1972), Regierungsbeamter, Mitwisser des Widerstandes um das Attentat vom 20. Juli 1944 auf Adolf Hitler, Oberbürgermeister in Weißenfels und Wittenberg, Landtagsabgeordneter in Sachsen-Anhalt
- Karl von Basse (Verwaltungsjurist, 1781) (1781–1868), Verwaltungsbeamter und Rittergutsbesitzer, 1840 in den Preußischen Adelsstand erhoben
- Karl von Basse (Verwaltungsjurist, 1810) (1810–1894), preußischer Verwaltungsjurist und Landrat des Kreis Steinfurt von 1839 bis 1877
- Max von Basse (1854–1940), Vizeadmiral
- Paul von Basse (1851–1919), Verwaltungsbeamter und Gutsbesitzer